# Robert Rutherford
Robert Rutherford (* 20. Oktober 1728 in Schottland; † 10. Oktober 1803 bei Charles Town, Virginia) war ein US-amerikanischer Politiker. Zwischen 1793 und 1797 vertrat er den Bundesstaat Virginia im US-Repräsentantenhaus.

## Leben
Robert Rutherford wurde am Edinburgh Royal College unterrichtet. Danach wanderte er in die damaligen britischen Kolonien nach Nordamerika aus, wo er sich zunächst im späteren Tennessee niederließ. Später zog er nach Winchester in Virginia. Dort betätigte er sich als Landvermesser und Ladenbesitzer. Außerdem war er auch an anderem Unternehmungen beteiligt. Unter anderem erwarb er große Ländereien. Seit etwa 1750 war er mit George Washington befreundet, der damals eine Plantage im heutigen West Virginia erwarb. In den folgenden Jahren nahm Rutherford an einigen Indianerkriegen teil.
Beim Ausbruch der amerikanischen Revolution schloss sich Rutherford dieser Bewegung an. In den Jahren 1775 und 1776 war er Delegierter auf Versammlungen in Richmond und Williamsburg, auf denen über die zukünftige politische Gestaltung Virginias diskutiert wurde. Er war auch einer der Delegierten, die dem britischen Gouverneur John Murray mitteilten, dass Virginia der Krone keine Truppen zur Bekämpfung der Revolution zur Verfügung stellen werde. In den folgenden Jahren war Rutherford in Virginia politisch aktiv. Zwischen 1776 und 1790 gehörte er dem Staatssenat an. Er schloss sich der Bewegung gegen die Bundesregierung unter seinem alten Freund George Washington an (Anti-Administration-Fraktion). In der zweiten Hälfte der 1790er Jahre wurde er Mitglied der von Thomas Jefferson gegründeten Demokratisch-Republikanischen Partei.
Bei den Kongresswahlen des Jahres 1792 wurde Rutherford im ersten Wahlbezirk von Virginia in das US-Repräsentantenhaus gewählt, wo er am 4. März 1793 die Nachfolge von Alexander White antrat. Nach einer Wiederwahl konnte er bis zum 3. März 1797 zwei Legislaturperioden im Kongress absolvieren. Im Jahr 1796 unterlag er Daniel Morgan von der Föderalistischen Partei. Nach dem Ende seiner Zeit im US-Repräsentantenhaus zog Rutherford auf sein Anwesen Flowing Spring in der Nähe von Charles Town im heutigen West Virginia. Dort ist er am 10. Oktober 1803 auch verstorben.